# Manic Frustration
Manic Frustration è il quinto album in studio del gruppo musicale doom metal statunitense Trouble, pubblicato nel 1992.

## Tracce
1. Come Touch the Sky – 2:54
2. Scuse Me – 3:25
3. The Sleeper – 3:14
4. Fear – 3:38
5. Rain – 4:17
6. Tragedy Man – 4:17
7. Memory's Garden – 4:24
8. Manic Frustration – 4:10
9. Hello Strawberry Skies – 3:04
10. Mr. White – 3:26
11. Breathe... – 6:30

## Formazione
- Eric Wagner - voce
- Bruce Franklin - chitarre
- Rick Wartell - chitarre
- Ron Holzner - basso
- Barry Stern - batteria